# Рынок убийств
Рынок убийств — рынок предсказаний, где любой может сделать ставку (используя анонимные электронные деньги и псевдонимных ремейлеров) на дату смерти конкретного человека и получить выплату, если он «угадает» дату точно. Это будет стимулировать убийство людей, потому что убийца, зная, когда произойдёт действие, может получить прибыль, сделав точную ставку на время смерти объекта. Поскольку вознаграждение заключается в точном выборе даты, а не в совершении действия убийцы, установить уголовную ответственность за убийство значительно сложнее:239.

## История

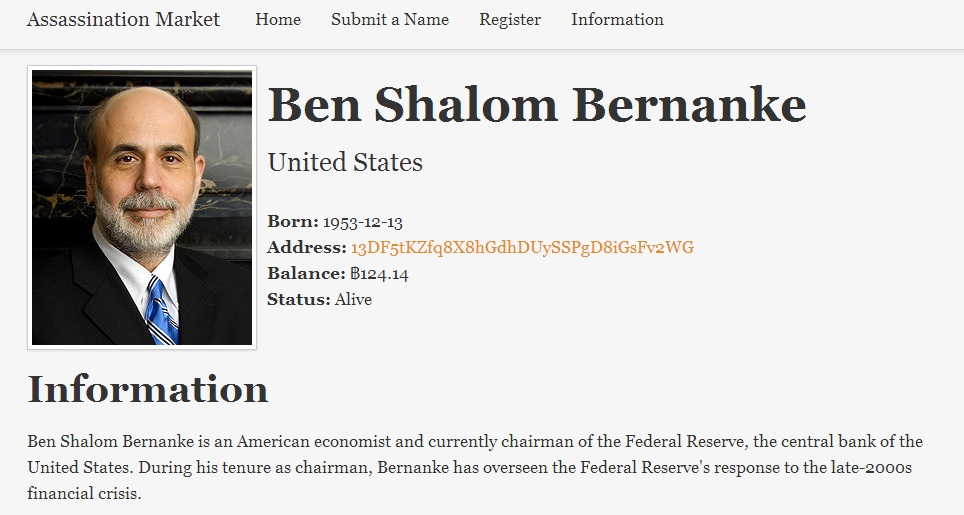
Скриншот с сайта «Tor Assassination Market» Бена Бернанке, бывшего председателя Федеральной резервной системы США, и призовой фонд, эквивалентный примерно 110 000 долларов США (по состоянию на май 2020 года).

Раннее использование термина «рынок убийств» можно найти (как в положительном, так и в отрицательном свете) в «Шиферономиконе» 1994 года шифропанка Тимоти Мэя. Эта концепция и её потенциальные последствия также называются политикой убийств — термин, популяризированный Джимом Беллом в его одноимённом эссе 1995—1996 годов.
Сам Джим Белл описывает эту идею так:
Организация, созданная для управления такой системой, могла бы, предположительно, составить список лиц, серьезно нарушивших принцип ненападения, но не увидевших бы справедливости в наших судах в силу того, что их действия были совершены по указке правительства. С каждым именем будет связана цифра в долларах, общая сумма денег, которую организация получила в качестве взноса, то есть сумма, которую они дадут за правильное «предсказание» смерти человека, предположительно называя точную дату. «Угадывающие» формулировали свою «догадку» в файле, шифровали его с помощью открытого ключа организации, а затем передавали в организацию, возможно, используя такие неотслеживаемые методы, как помещение дискеты в конверт и бросание ее в почтовый ящик, но более вероятно, либо каскад зашифрованных анонимных ремейлеров, либо, возможно, общедоступные места в Интернете, такие как терминалы в местной библиотеке и т. д. Чтобы такая система не превратилась в просто случайную неоплачиваемую лотерею, в которой люди могут случайным образом угадывать имя и дату (надеясь, что молния ударит, как это иногда и случается), было бы необходимо сдержать такое случайное угадывание, потребовав, чтобы «угадывающие» включали в свои «угадывания» зашифрованные и неотслеживаемые «цифровые деньги» в сумме, достаточно высокой. чтобы сделать случайное угадывание непрактичным.
В заключительной части своего эссе Белл утверждает, что рынок в значительной степени не является анонимным. Он противопоставляет эту версию ранее описанной. Попытка Карла Джонсона популяризировать концепцию политики убийств, похоже, опиралась на более раннюю версию. Далее последовала попытка популяризировать свои взгляды во второй части в 2001 году.
Такие технологии, как Tor и Биткойн, сделали возможными онлайн-рынки убийств, что описано в «Политике убийств».

## Сайт рынка убийств
Первый сайт предсказаний под названием «Рынок убийств» был создан самопровозглашённым криптоанархистом в 2013 году. Используя Tor, чтобы скрыть местонахождение сайта, а также вознаграждения на основе биткойнов и технологию прогнозирования, сайт перечисляет вознаграждения за президента США Барака Обаму, экономиста Бена Бернанке и бывшего министра юстиции Швеции Беатрис Аск. В 2015 году предполагалось, что сайт больше не работает, но депонированные биткойны были обналичены в 2018 году.